# Tunu
Tunu (daneză Tunu / Østgrønland) este un district din Groenlanda. Centrul districtului se află în localitatea Tasiilaq. Populația în 2005 era de app. 3.800 persoane.